# E3 Prijs Harelbeke 1987
L'E3 Prijs Harelbeke 1987, trentesima edizione della corsa, si svolse il 26 marzo su un percorso di 225 km, con partenza ed arrivo a Harelbeke. Fu vinta dal belga Eddy Planckaert della squadra Panasonic davanti all'olandese Jelle Nijdam e all'altro belga Marc Sergeant.

## Ordine d'arrivo (Top 10)
| Pos. | Corridore         | Squadra                          | Tempo    |
| ---- | ----------------- | -------------------------------- | -------- |
| 1    | Eddy Planckaert   | Panasonic                        | 5h04'00" |
| 2    | Jelle Nijdam      | Superconfex-Kwantum Hallen-Yoko  | a 12"    |
| 3    | Marc Sergeant     | Lotto-Eddy Merckx                | s.t.     |
| 4    | Hendrik Redant    | Robland-Isoglass-Galli           | a 2'30"  |
| 5    | Eric Vanderaerden | Panasonic                        | s.t.     |
| 6    | Jos Lammertink    | Transvemij-Van Schilt- Floorgres | s.t.     |
| 7    | Phil Anderson     | Panasonic                        | s.t.     |
| 8    | Nico Verhoeven    | Superconfex-Kwantum Hallen-Yoko  | s.t.     |
| 9    | Martial Gayant    | Système U                        | s.t.     |
| 10   | Franky Van Oyen   | Sigma                            | s.t.     |